# Psi Velorum
Psi Velorum (La tinh hóa từ ψ Velorum, tên rút gọn là ψ Vel) là tên của một hệ sao đôi nằm trong một chòm sao phương nam tên là Thuyền Phàm. Dựa trên giá trị thị sai là 53,15 mas đo được từ trái đất, ngôi sao này có khoảng cách với mặt trời là khoảng xấp xỉ 61,4 năm ánh sáng. Với cấp sao biểu kiến của nó là 3,58, ta có thể nhìn thấy nó bằng mắt thường. Để có thể nhìn thấy nó rõ ràng nhất, ta cần có một vị trí cách xa thành thị (do sự ô nhiễm ánh sáng đã làm hạn chế tầm nhìn) và điều kiện thời tiết tốt. Sự chuyển động của nó trong không gian khiến nó có thể là thành viên trong nhóm di chuyển Castor.
Hai ngôi sao thành phân của hệ sao đôi này quay quanh khối tâm hệ thiên thể của nó với chu kì là 33,95 năm và độ lệch tâm quỹ đạo của nó là 0,433. Trục lớn của quỹ đạo của chúng có kích thước là 0,862". Ngôi sao chính của hệ sao này là một ngôi sao gần mức khổng lồ loại F có ánh sáng màu vàng trắng với quang phổ loại F0 IV (cấp sao biểu kiến của nó là 3,91). Ngôi sao thứ hai thì mờ hơn ngôi sao chính, nó cũng là một ngôi sao gần mức khổng lồ loại F với quang phổ loại F3 IV với cấp sao biểu kiến là 5,12. Nó được báo cáo là một sao biến quang thay đổi cấp sao biểu kiến của nó từ 4,5 đến 5,1.

## Dữ liệu hiện tại
Theo như quan sát, đây là hệ sao nằm trong chòm sao Thuyền Phàm và dưới đây là một số dữ liệu khác:
Xích kinh 09h 30m 41.99958s
Độ nghiêng −40° 28′ 00.2616″
Cấp sao biểu kiến +3.58 (3.91 + 5.12)ref name=Malkov2012/>
Cấp sao tuyệt đối 2.56
Vận tốc hướng tâm +88±18 km/s
Loại quang phổ F0 IV + F3 IV
Giá trị thị sai 53,15 +/- 0,37 mas